# Dê Bionda dell'Adamello
Dê Bionda dell'Adamello là một giống dê nhà có nguồn gốc từ Val Camonica ở tỉnh Brescia, ở Lombardy ở miền bắc Italy. Giống dê này được lấy tên từ vùng núi Adamello, một phần của tiểu vùng Adamello-Presanella thuộc dãy núi Rhaetian Alps. Dê Bionda dell'Adamello được nuôi dưỡng chủ yếu ở Val Camonica, Val Saviore và các ngọn núi tại Brescia; một số được tìm thấy ở các khu vực lân cận của các tỉnh Bergamo ở phía tây và Trento ở phía đông. Nó đã từng được biết đến với các tên gọi khác như Cừu Capra Bionda hay là Cừu Mustàscia.

## Lịch sử
Dê Bionda dell'Adamello dường như có nguồn gốc cổ đại. Trong khi nó có cùng một số đặc điểm với Dê Toggenburger Thụy Sĩ, đáng chú ý là "dấu hiệu Thụy Sĩ" (sọc trắng trên mặt, chân tay dưới trắng và vùng hậu môn), nó đã được thiết lập tốt trước khi nhập khẩu vào vùng Toggenburg trước và sau Thế chiến thứ hai. Một bức tranh từ khoảng năm 1760 của họa sĩ người Milan Francesco Londonio (1723–1786) cho thấy một con dê loại Bionda dell'Adamello, với những bộ lông và các dấu hiệu trên khuôn mặt điển hình.
Bionda dell'Adamello là một trong 43 giống dê bản địa của Ý phân bố hạn chế, trong đó một cuốn sách được lưu giữ bởi Associazione Nazionale della Pastorizia, hiệp hội chăn nuôi cừu và dê quốc gia Ý. Cuốn sách có hiệu lực chính thức vào năm 1997. Vào cuối năm 2013, số dê đã đăng ký được báo cáo là 3148 và một con số khác được cho biết là 2772.